# Balbagathis intrincata
Balbagathis intrincata és una espècie d'insecte dípter pertanyent a la família dels psicòdids i la primera del gènere Balbagathis descrita al Brasil.

## Etimologia
El seu nom científic fa referència a la forma complexa dels genitals masculins d'aquesta espècie.

## Distribució geogràfica
Es troba a Sud-amèrica: el Brasil, incloent-hi Bahia.